# Motte Kurtekotten
Die Motte Kurtekotten ist eine hochmittelalterliche Turmhügelburg (Motte) im rechtsrheinischen Kölner Stadtteil Flittard in Nordrhein-Westfalen. Von der Anlage ist der breite Wassergraben mit dem Burghügel erhalten.

## Lage und Erscheinungsbild
Die Ruine der Motte liegt rund 45 Meter westlich des heutigen Verlaufs des Mutzbaches und etwa 170 Meter südlich der Stadtgrenze zu Leverkusen. Die gesamte Anlage misst in ihrer größten Nord-Süd-Ausdehnung 90 Meter, in der West-Ost-Richtung 70 Meter. Einschließlich der zum Wasser abfallenden Böschungen beträgt die Grundfläche 4085 m², die des reinen Burghügels, der nahezu mittig liegt, ca. 240 m². Die annähernd quadratische Hügelanschüttung ragt ca. 3–4 Meter über den bei 45,5 m ü. NN liegenden Wasserspiegel. Der Wassergraben ist im Norden bzw. Westen etwa 16 Meter breit, im Süden und Osten ca. 21 bis 24 Meter. Noch zum Ende des 19. Jahrhunderts war der Wassergraben direkt mittels Zu- und Abfluss mit dem Mutzbach verbunden. Eine archäologische Untersuchung unterblieb bislang.
Die Motte wird heute nach Westen von dem Areal des RTHC Bayer Leverkusen am Knochenbergsweg (Tennishallen und -Plätze) und nach Osten von einem Baggersee umschlossen.
Als Naturdenkmal ist das Gelände der Motte unter Nr. 909.01 nach dem Landschaftsschutzgesetz NW unter Schutz gestellt. Der Hügel ist insbesondere von Eichen bestanden. Der Mutzbach, in seinem Verlauf von der A 3 bis zur Leverkusener Stadtgrenze, bildet gemeinsam mit der Motte den Geschützten Landschaftsbestandteil „Mutzbach und ‚Motte‘ am Kurtekottenweg“ (LB 9.26).

## Hof Kurtekotten
Zu der Entstehung der Motte und ihren Besitzern sind keine Quellen überliefert. Vermutlich entstand das südwestlich der Motte gelegene Hofgut nach der Aufgabe derselben. Der Hof bestand bis in das 20. Jahrhundert.
Nach Bendel machte im Jahr 1277 ein Johann von Thurn den Hof zu Kurtekotten dem Prämonstratenserinnenkloster in Dünnwald zum Geschenk. Nach anderer Quelle übertrug 1277 Graf Adolf von Berg die wohl schon ungenutzte Motte an Johann vom Turm, der auch von Kalmünten genannt wurde. Da der Vertrag mit dem Recht des Rückkaufs geschlossen wurde, konnte der Neffe Adolfs V., Adolf VI. den Besitz hiernach 1333 erneut, diesmal an das Kloster in Dünnwald, veräußern. Im Besitz des Klosters blieb der Hof bis zu dessen Aufhebung im Rahmen der Säkularisation im Jahr 1803. Während der vorausgegangenen Truppendurchzüge wurde der Hof am 23. Oktober 1795 von französischen Soldaten geplündert und niedergebrannt, im Jahr 1817 wurde er erneut ein Opfer der Flammen. Als französische Domäne wurde Kurtekotten bei Errichtung der Grafschaft Morsbroich dieser zugeschlagen und gelangte so in das Eigentum des französischen Finanzministers Jean Antoine Michel Agar, und von diesem in den Jahren 1817/18 an Abraham Schaaffhausen bzw. nach dessen Tod (1824) an das familieneigene Bankhaus und 1848 an das Nachfolgeunternehmen, den A. Schaaffhausen’schen Bankverein. Von diesem gelangte Kurtekotten 1857 durch Kauf an die Familie von Diergardt, die es 1859 in den Familienfideikommiss Morsbroich und Dünnwald einbrachte. 1893 starb auf dem Hof ein Theodor Wolff.
In der zweiten Hälfte des 20. Jahrhunderts war die Bayer AG Eigentümer geworden und errichtete auf dem Areal Sporteinrichtungen. Zwischen 1970 und 1974 wurde das Hofgut niedergelegt, es lag zwischenzeitlich an dem in den 1950er Jahren angelegten Sonderlandeplatz Kurtekotten (auch Leverkusen), und in seiner Nachbarschaft waren Hangar und Abstellflächen für die Kleinflugzeuge entstanden. 1976 wurde der Knochenbergweg verlegt und dabei westlich um die frühere Hoffläche herumgelegt. Anschließend wurde an der Stelle des Hofes eine große Tennishalle errichtet.